# Lernanthropus cornuta
Lernanthropus cornuta är en kräftdjursart som beskrevs av Parakrama Kirtisinghe 1937. Lernanthropus cornuta ingår i släktet Lernanthropus och familjen Lernanthropidae. Inga underarter finns listade i Catalogue of Life.